# Hemipogon andinum
Hemipogon andinum är en oleanderväxtart som beskrevs av Henry Hurd Rusby. Hemipogon andinum ingår i släktet Hemipogon och familjen oleanderväxter. Inga underarter finns listade i Catalogue of Life.